# Falsoxeanodera maculata
Falsoxeanodera maculata är en skalbaggsart som beskrevs av Maurice Pic 1923. Falsoxeanodera maculata ingår i släktet Falsoxeanodera och familjen långhorningar.
Artens utbredningsområde är Laos. Inga underarter finns listade i Catalogue of Life.